# Fuexu (Grado)
Fuexu es una entidad de población española de la parroquia de Báscones, perteneciente al concejo de Grado, en la comunidad autónoma de Asturias.

## Toponimia
El lugar puede aparecer referido como «Fuexu» y «Fuejo».

## Historia
Hacia mediados del siglo XIX, el lugar, ya por entonces perteneciente al municipio de Grado, tenía contabilizada una población de 63 habitantes. Aparece descrito en el octavo volumen del Diccionario geográfico-estadístico-histórico de España y sus posesiones de Ultramar de Pascual Madoz con las siguientes palabras:

FUEJO: l. en la prov. de Oviedo, part. jud. de Pravia, ayunt. de Grado y felig. de San Miguel de Vascones. sit. á la der. del r. Samao de Bayo en la vertiente setentrional de la altura de Montellon. El terreno es calizo y medianamente fértil. prod.: maiz, escanda, habas, patatas y otros frutos. pobl.: 14 vec., 63 almas.
(Madoz, 1847, p. 199)

En 2023, la entidad singular de población tenía empadronados 78 habitantes.